# Ignaz Schustala der Jüngere
Ignaz Schustala (tschech. Schreibweise Ignác Šustala)  (* 3. März 1862 in Nesselsdorf in Mähren; † 27. September 1914) war ein altösterreichischer Industrieller.
Ignaz Schustala, Sohn des gleichnamigen Ignaz Schustala, praktizierte nach seinem Studium in Paris bei einer Wagenbaufirma und kehrte anschließend in den väterlichen Betrieb, der Schustala & Comp. zurück und arbeitete dort als Leiter des Equipagenbaus. Verheiratet war er mit der Tochter Adolf Raschkas, dem Partner seines Vaters.
Wie seine Brüder schied er aber Mitte der 1890er Jahre aus dem Unternehmen aus und verkaufte die Aktienanteile, da er die Unternehmenspolitik des neuen Partners Fischer von Rösslerstamm, die zu viele Härten gegenüber den Mitarbeitern, um das Unternehmen rascher ausbauen zu können, in Kauf nahm.
Im Gegenzug kaufte er die Nesselsdorfer Tonwarenfabrik, die seinem Schwager Adolf Raschka (gleichnamig mit seinem Vater)  gehört und konnte dieser wieder Kapital zuschießen, so dass die Einrichtung einer neuen Hafnerwerkstätte und der Verbesserung des Maschinenparks möglich wurde.
Im Jahr 1909 wurde ein neues Gebäude mit zwei Brennöfen errichtet und er nahm außer der Kachelerzeugung auch 
die Produktion der Wandfliesen auf. 
Ignaz Schustala starb 1914. Die Leitung seines Unternehmens übernahm sein Bruder Adolf Schustala, der auch Vormund seiner Töchter wurde. 
Der Erste Weltkrieg brachte aber starke Umsatzeinbußen für das Unternehmen, das bis dahin die gesamte österreichisch-ungarische Monarchie und Rumänien belieferte.
Als Adolf Schustala 1921 auch starb, übernahm vorerst Adolf Raschka das Unternehmen, bis es der Schwiegersohn Ignaz Schustalas Ernst Richter übernahm und schließlich bis 1945 führte.